# Природнича історія

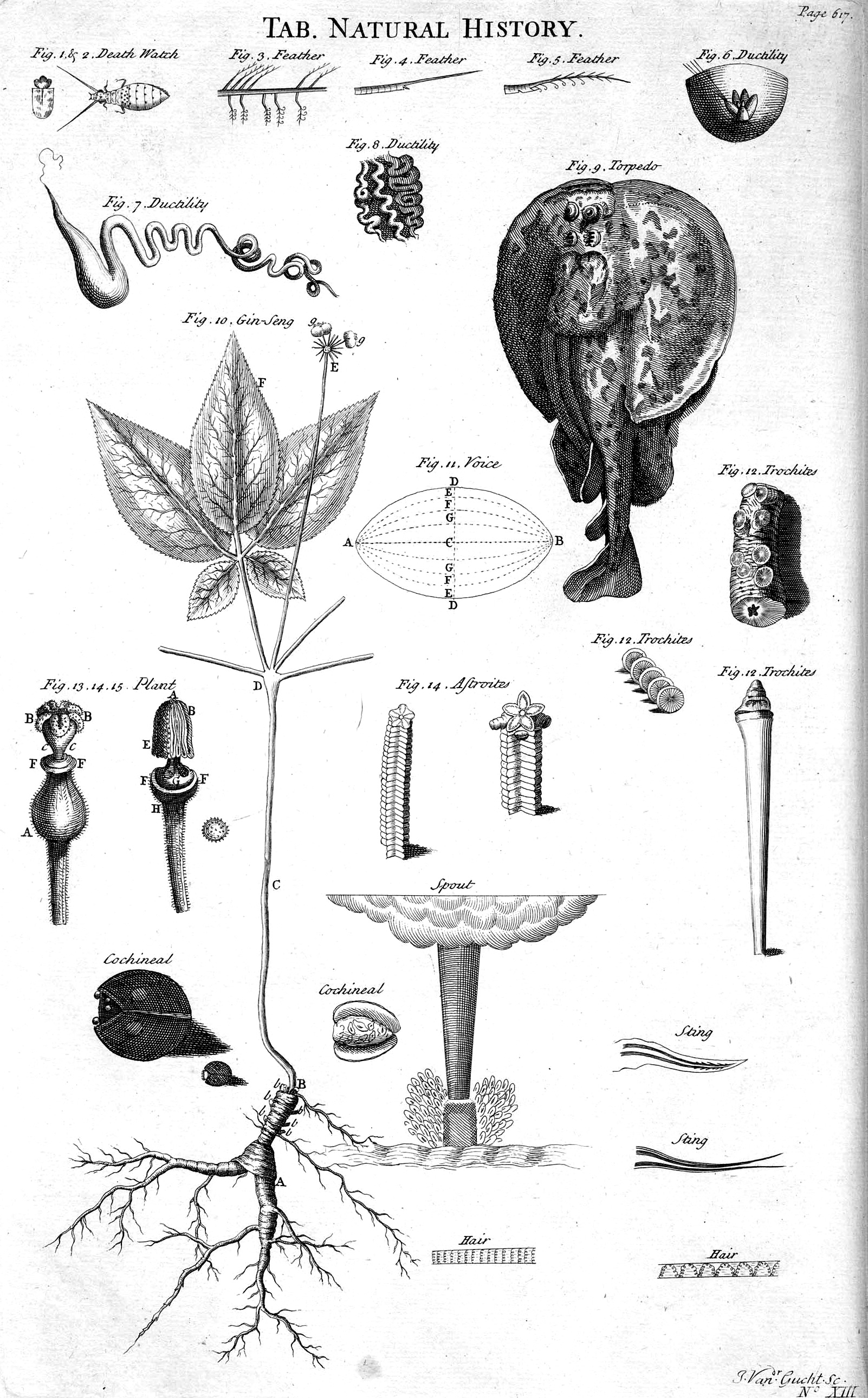
Таблиця природничої історії з енциклопедії Е. Чемберса «Ціклопедія, або універсальний словник наук і мистецтв» 1728

Природнича історія (лат. Naturalis Historia) — застарілий термін, що раніше позначав деякі науки або галузі знання, які останнім часом відносять до природознавства або природничих наук. Значення його з часом звужувалося: якщо в античності природнича історія охоплювала більш-менш всі знання щодо природи, то до XVIII–XIX століттям вона розумілася переважно як вивчення трьох царств природи (мінералів, рослин та тварин). У сучасній мові вживають переважно у контексті історії науки для позначення відповідних наукових областей минулого.
Зокрема, в останніх чотирьох книгах «Природничої історії» автор дав фрагментарні відомості з гірничої справи та мінералогії (більш детально – про коштовні камені). 
Іноді приблизно у цьому ж значенні вживають термін «Натуральна історія»
У деяких інших мовах відповідний термін крім значення, вказаного вище, має і деякі інші значення, прив'язані до сучасності. Наприклад, англійський відповідник (Natural history) іноді відносять до тих досліджень живої природи, які засновані переважно на спостереженнях та публікуються у популярних виданнях

### Наукові праці в галузі природничої історії
- «Природнича історія» Плінія.
- «Загальна природнича історія та теорія неба» — робота Іммануїла Канта (1755 р.)
- «Природнича історія» Жоржа Луї Бюффона (1749–1788 рр..)